# San José de Rivera
San José de Rivera är en ort i Mexiko.   Den ligger i kommunen Silao de la Victoria och delstaten Guanajuato, i den centrala delen av landet, 290 km nordväst om huvudstaden Mexico City. San José de Rivera ligger 1 747 meter över havet och antalet invånare är 465.
Terrängen runt San José de Rivera är en högslätt. Runt San José de Rivera är det tätbefolkat, med 297 invånare per kvadratkilometer. Närmaste större samhälle är Silao, 11,2 km nordost om San José de Rivera. Omgivningarna runt San José de Rivera är en mosaik av jordbruksmark och naturlig växtlighet.